# Quatipuru
Quatipuru est une municipalité brésilienne située dans l'État du Pará.